# Pseudacteon fowleri
Pseudacteon fowleri är en tvåvingeart som beskrevs av Pesquero 2000. Pseudacteon fowleri ingår i släktet Pseudacteon och familjen puckelflugor. Inga underarter finns listade i Catalogue of Life.